# Мальський Маркіян Маркіянович
Мальський Маркіян Маркіянович (нар. 11 грудня 1984, Львів) — український юрист, державний службовець. Доктор юридичних наук. Голова Львівської обласної державної адміністрації з 5 липня по 26 грудня 2019 року. Почесний консул Австрії у Львові.

## Життєпис

### Юність та освіта
Народився у Львові в родині українського дипломата Маркіяна Зіновійовича Мальського. У 2001—2006 році навчався у Львівському національному університеті на юридичному факультеті та факультеті міжнародних відносин. У 2005—2006 роках пройшов магістратуру права у Стокгольмському університеті (Швеція), у 2006—2007 році — магістратуру міжнародного права та економіки в Інституті світової торгівлі (Берн, Швейцарія). 2012 отримав ступінь кандидата юридичних наук у Київському університеті ім. Шевченка. Тема дисертації «Арбітражна угода як умова розгляду спорів у міжнародному комерційному арбітражі».
Докторант Інституту міжнародних відносин КНУ ім. Тараса Шевченка. Був асистентом кафедри теорії та філософії права Національного університету «Львівська політехніка».
У 2020 році захистив докторську дисертацію.

### Юридична кар'єра
Як юрист, спеціалізувався на наданні юридичної підтримки в інвестиційних проектах, а також вирішенні спорів, в тому числі, у міжнародних комерційних та інвестиційних арбітражах. Після навчання працював юристом в групі міжнародного арбітражу в компанії Freshfields Bruckhaus Deringer в Парижі. У квітні 2008 року приєднався до юридичної компанії Arzinger, де з 2009 року очолював Західноукраїнську філію у Львові.
Брав участь у розгляді спорів за регламентами ICSID, ICC, SCC, UNCITRAL, LCIA і MKAC, всього був залучений до врегулювання більше 300 спорів. Був включений у список рекомендованих арбітрів в ряді міжнародних арбітражних інституцій (МКАС при ТПП України, VIAC, CAM, CACIC, RICAC, CAM, CIETAC, KLRCA та ін.).
Під керівництвом Мальського було здійснено переклад на німецьку мову Регламенту Міжнародного комерційного арбітражного суду при Торгово-промисловій палаті України.

### Державна служба
2014 — виграв у публічному конкурсі на посаду начальника Головного управління Державної фіскальної служби у Львівській області. Проте відмовився від посади через відмінність у баченні розвитку та цілей служби після співбесіди з Романом Насіровим. З жовтня 2016 року працює Почесним консулом Австрійської Республіки у Львові.
У червні 2019 року Президент Зеленський висунув на публічне обговорення кандидатуру Мальського на посаду голови Львівської обласної державної адміністрації (ЛОДА). Спершу Мальський відмовився, мотивуючи це тим, що не хоче залишати посаду Почесного консула Австрії та тим, що працює над докторською дисертацією. Але після підтримки Мальського на публічному обговоренні, погодився.
5 липня 2019 — Зеленський офіційно призначив Мальського на посаду голови ЛОДА, а 24 грудня під час засідання Ради розвитку громад заявив про звільнення його з цієї посади. Про своє звільнення Маркіян Мальський також оголосив в соцмережах та коротко підсумував результати роботи за час перебування на посаді голови ЛОДА. 26 грудня 2019 року офіційно звільнений з посади голови Львівської облдержадміністрації.
Ввійшов у топ-5 найефективніших керівників ОДА 2019 року.
Увійшов в топ-30 найвпливовіших людей Львова, згідно дослідження видання «Новое время».

## Особисте життя
Одружений, виховує двох синів. Дружина — Мальська Андріана Андріївна, к.м.н., педіатр, асистент кафедри пропедевтики педіатрії та медичної генетики ЛНМУ ім. Данила Галицького, займається громадською та благодійною діяльністю.
Володіє українською, російською, англійською, німецькою, польською і французькою мовами.

## Критика
9 червня 2020 року прокуратура висунула підозру Мальському у незаконній передачі земель курорту «Едем Резорт». 11 червня 2020 Галицький районний суд Львова не обрав запобіжний захід ексголові Львівської ОДА.
Менш ніж за шість місяців Маркіяна Мальського було звільнено з посади голови Львівської ОДА через неефективність (за словами Президента України Володимира Зеленського) діяльності на посаді очільника області.

## Членство в професійних організаціях і асоціаціях
- Член правління відділення Асоціації правників України (АПУ) в Львівській області (2011—2013)
- Голова Координаційної ради Західноукраїнської філії Європейської Бізнес Асоціації (ЄБА) (2015—2016, 2021-), Член Координаційної ради (2010—2019, 2021-[19]), Голова Правничого комітету (серпень 2009 — грудень 2014)
- Член Ради національних і іноземних інвесторів при Львівській обласній державній адміністрації
- Голова Львівського обласного відділення Асоціації протидії недобросовісній конкуренції (АПНК) (2012—2017)[джерело?]
- Член Львівської обласної колегії адвокатів та Міжнародної асоціації юристів (International Bar Association)[джерело?]
- Заступник керівника РП ICC Ukraine у Львівській області з правових питань (2010—2012)[джерело?]
- Член Правління Української Арбітражної Асоціації (2012—2019, 2022)[20]
- Регіональний представник в Україні Лондонського міжнародного арбітражного суду (LCIA) (2012—2014)[джерело?]
- Член Асоціації Адвокатів України, з березня 2021 року Голова Львівського відділення[21]

## Публікації
Маркіян Мальський — автор чотирьох книг, понад 100 наукових публікацій та понад 300 публіцистичних статей і коментарів. Він часто виступає доповідачем на різних семінарах і конференціях.
Книги
- Мальський М. М. Визнання та виконання іноземних арбітражних рішень в Україні. — Львів : ПП ТзОВ Сплайн, 2007. — Т. 259.
- Мальський М. М. Висновок на користь іншої сторони за правом СОТ та практикою міжнародних форумів вирішення спорів. — Львів : ПП ТзОВ «Сплайн», 2008. — 260 с.
- Мальський М. М. Арбітражна угода: теоретичні та практичні аспекти: Монографія. — Львів : Літопис, 2013. — 374 с.
- Мальський М. М. Міжнародний виконавчий процес: Теорія та практика: Монографія. — Дрогобич: Коло, 2019. — 470 с.

Наукові статті:
1. Мальський М. М., «Трансформації комерційних банків у контексті вступу України до Світової організації торгівлі». Соціально-економічні дослідження в перехідний період. Ринкова трансформація України: проблеми та перспективи (збірник наукових праць)/ НАН України. Інститут регіональних досліджень; Відп. ред. акад. НАН України М. І. Долішній. — Львів, 2004. — Вип. 1 (XLV). — 348—354 с.
2. Мальський М. М., «Правове регулювання визнання та виконання іноземних арбітражних рішень в Україні» (англійською мовою). Вісник Львівського університету, Серія міжнародні відносини/ Відп. ред. канд. геогр. наук, доц. Ю.Присяжнюк. — Львів, 2006. — № 16. — 143—154 с.
3. Мальський М. М., «Правові проблеми визнання та виконання іноземних арбітражних рішень в Україні» (англійською мовою). Вісник Львівського університету, Серія міжнародні відносини/ Відп. ред. канд. геогр. наук, доц. Ю.Присяжнюк. — Львів, 2006. — № 17. — 157—167 с.
4. Мальський М. М., «Відповідність пропозиції щодо введення особливого екологічного податку на забруднення із зобов'язаннями у системі права ГАТТ/СОТ» (англійською мовою). Вісник Львівського університету, Серія міжнародні відносини/ Відп. ред. канд. геогр. наук, доц. Ю.Присяжнюк. — Львів, 2006. — № 18. — 178—182 с.
5. Мальський М. М., «Договірна зміна обсягу судового перегляду рішень у міжнародному комерційному арбітражі». Вісник Львівського університету. Серія Міжнародні відносини. — Львів, 2007. — Вип. 19. — 161—167 с.
6. Мальський М. М.,  «Проблеми формування і розвитку науки міжнародні відносини в Україні». Вісник Львів. УН-ТУ. Серія міжнародні відносини. — Львів, 2007. — Вип.19. — 3-9 с.
7. Мальський М. М., «Міжнародна співпраця у забезпеченні контролю за зловживаннями домінуючим становищем на ринку: відмінні судові та політичні підходи США та ЄС.» (англійською мовою) Вісник Львів УН-ТУ, Серія міжнародні відносини. — Львів, 2007. — Вип. 19.
8. Мальський М. М., Смольська А. А., «Захист прав інтелектуальної власності та доступ до ліків у рамках СОТ: Quo vadis?». (англійською мовою) Вісник Львів УН-ТУ, Серія міжнародні відносини. — Львів, 2007. — Вип. 21. — 137—143 с.
9. Мальський М. М., «Історіографія розвитку арбітражної угоди». Вісник Львівського університету. Серія Міжнародні відносини. — Львів, 2008. — Вип. 25. — 164—170 с.
10. Мальський М. М., «Характеристика правовідносин з реалізації права на звернення до міжнародного комерційного арбітражу». Вісник Запорізького національного університету: Збірник наукових праць. Юридичні науки. — Запоріжжя, 2010. — № 4. — 70-75 с.
11. Мальський М. М., «Визнання арбітражної угоди недійсною». Держава і право: Збірник наукових праць. Юридичні і політичні науки. –  Ін-т держави і права ім. В. М. Корецького НАН України, — Київ, 2010. — Вип. 49. — 361—367 с.
12. Мальський М. М., «Сторони арбітражної угоди». Держава та регіони: Серія: Право. — Запоріжжя, 2010. — № 2. — 114—118 с.
13. Мальський М. М., «Правові наслідки невиконання умов арбітражної угоди». Наше право. — 2010. — № 2. — Ч.1. — 98-102 с.
14. Мальський М. М., «Поняття арбітражної угоди в міжнародному комерційному арбітраж». Часопис Київського університету права. — Київ, 2011. — № 3. –150-154 с.
15. Мальський М. М., «Дійсність арбітражної угоди». Підприємництво, господарство і право. — Київ, 2011. — № 4. — 64-67 с.
16. Мальський М. М. Перші кроки у виокремленні поняття транскордонного виконавчого процесу і його місця в системі права України / М. М. Мальський // Вісник Запорізького національного університету. — 2013. — № 3. — С. 43 — 48.
17. Мальський М. М. Форми та види транснаціонального виконавчого процесу / М. М. Мальський // Право і суспільство. –  2014. — № 2. — С. 73 — 80.
18. Мальський М. М. Принципи транснаціонального виконавчого процесу / М. М. Мальський // Актуальні проблеми держави і права. –  2014. — № 71. — С. 449—456.
19. Мальський М. М. Исследование принципов испольнительного процесса в правовой мысли восточной европы / М. М. Мальський // Legea si Viata (Республика Молдова). –  2014. — № 5. — С. 31 — 34.
20. Мальський М. М. Принципи виконавчого процесу та їх аналіз через призму практики європейського суду з прав людини / М. М. Мальський // Науковий вісник Міжнародного гуманітарного університету. Серія «Юриспруденція». 2014. — № 8. — С. 154—157.
21. Мальський М. М. Поняття транснаціонального виконавчого процесу / М. М. Мальський // Юридичний вісник НУ Одеська юридична академія". — 2014. — № 4. С. 238—241.
22. Мальський М. М. Проблеми здійснення виконавчого провадження щодо рішень судів чи інших юрисдикційних органів, винесених в іноземній державі, як інституту транснаціонального виконавчого процесу / М. М. Мальський // Научно-практический журнал «Jurnalul juridic naţional: teorie şi practică». — 2014. — № 1(5). — С. 102—108.
23. Мальський М. М. Функції транснаціонального виконавчого процесу / М. М. Мальський // Право: Науковий вісник Ужгородського національного університету. — 2014. — № 27. — С. 159—164.
24. Мальський М. М. Співвідношення транснаціонального виконавчого процесу і виконавчого процесу / М. М. Мальський // British Journal of Education and Science. — 2014. — № 4. — С. 295—302.
25. Мальський М. М. Особливості діяльності  адвоката у транснаціональному виконавчому процесі / М. М. Мальський // Науково-теоретичний Щоквартальник «Часопис Київського університету права». — 2014. — № 3. — С. 281—286.
26. Мальський М. М. Проблеми виконання державою рішень за рахунок бюджетних коштів  / М. М. Мальський // Науковий вісник Херсонського державного університету. Серія «Юридичні науки». — 2014. — № 5. — С. 171—183.
27. Мальський М. М. Основні підстави невиконання судових рішень та інших актів, що підлягають примусовому виконанню у транснаціональному виконавчому процесі коштів  / М. М. Мальський //  Альманах міжнародного права. — 2014. — № 6. — С. 41 — 5.
28. Мальський М. М. Особенности совершения исполнительных действий в правоотношениях с иностранным елементом / М. М. Мальський // Цивилистическая процессуальная мысль. Международный сборник научных статей. Выпуск 3 «Исполнительный процесс» — 2014. — С. 448—453.
29. Мальський М. М. Актуальные аспекты представительства сторон исполнительного производства адвокатом / М. М. Мальський // Цивилистическая процессуальная мысль. Международный сборник научных статей. Выпуск 4 «Адвокатура» — 2014 — С. 275—283.
30. Мальський М. М. Удосконалення процедури виконання рішень у виконавчому та транснаціональному виконавчому процесі  / М. М. Мальський //  Карпатський правничий часопис. — 2015. — № 8. — С. 59 — 69
31. Мальський М. М. Правове регулювання транснаціонального виконавчого процесу: заборона в'їзду й видворення іноземців та осіб без громадянства / М. М. Мальський // Jurnalul Jurįdic National: Teorie şi Practică. — 2015. — № 5 (5) — с. 122—126
32. Мальський М. М. Правовий статус суб'єктів транснаціонального виконавчого процесу / М. М. Мальський // Вісник Харківського національного університету імені В. Н. Каразіна. Серія «Право». Випуск № 19. — 2015. — С. 143—147
33. Мальський М. М. Транснаціональний виконавчий процес як підгалузь виконавчого процесу / М. М. Мальський //Науково-практичний журнал «Судова апеляція» — 2015. — № 3 (40) — с. 120—125
34. Мальський М. М. Публічний порядок у транснаціональному виконавчому процесі / Мальський М. М. // Вісник Національного університету «Львівська політехніка». — Львів: Видавництво Львівської політехніки, 2015 — № 827 — с. 79 — 84
35. Мальський М. М. Міжнародні договори як правова підстава визнання і виконання рішень українських судів у країнах СНД/ Мальський М. // Вісник Національного університету «Львівська політехніка». — Львів: Видавництво Львівської політехніки, 2015 — № 825 — с. 101—108
36. Мальський М. М. Правове регулювання визнання і виконання рішень іноземних судів як інституту транснаціонального виконавчого процесу за законодавством України/ Мальський М. // Держава і право: Збірник наукових праць. Серія Юридичні науки. — Київ: Ін-т держави і права ім. В. Корецького НАН України, видавництво «Юридична думка», 2015. — Випуск 69 — с. 213—224
37. Мальський М. М. Особливості застосування принципів ex aequo et bono та amiable compositeur в міжнародному комерційному арбітражі та ТВП / М. М. Мальський // Право України. — 2016. — № 5. — С. 57 — 67.
38. Malskyy M. Problems of the voluntary execution of court's decisions in the transnational enforcement process in Ukraine / M. Malskyy //  «Novation» (Болгарія). — 2016. — № 4. — Часть 1. — С. 143—146.
39. Мальський М. М. Генезис транснаціонального виконавчого процесу крізь призму розвитку міжнародного права / М. М. Мальський // Вісник Львівського політехнічного університету. — 2016. — № 837. — С. 154—160.
40. Мальський М. М. Визнання та виконання рішень українських судів у країнах ЄС / М. М. Мальський // Вісник Національного університету «Львівська політехніка». — 2016. — № 845. — С. 218—224.
41. Мальський М. М. Виконання рішень іноземних судів в рамках ЄС / М. М. Мальський // Вісник Національного університету «Львівська політехніка». — 2016. — № 850. — С. 237—244.
42. Мальський М. М. Про проект глобального кодексу виконавчого провадження та його роль у транснаціональному виконавчому процесі / М. М. Мальський // Цивілістична процесуальна думка. — № 3/2016. — С. 59 — 64.
43. Мальский М. М. Место правоотношений по признанию и исполнению решений международного коммерческого арбитража в системе права Украины //  Цивилистическая процессуальная мысль. Международный сборник научных статей. Выпуск 5 (2) «Гражданский, хозяйственный (арбитражный) процесс» — 2016 — С. 456—465.
44. Мальський М. М. Практика судів України як джерело транснаціонального виконавчого процесу / М. М. Мальський // Актуальні проблеми вітчизняної юриспруденції. — 2016. — № 2. — С. 64 — 68.
45. Мальський М. М. Правовий статус окремих учасників виконавчого провадження: перекладач, експерт, спеціаліст, суб'єкт оціночної діяльності / М. М. Мальський // Науково-практичний журнал «Судова апеляція». — 2017. — № 4 (49). — С. 93 — 98.
46. Мальський М. М. Правовий статус приватного виконавця як суб'єкта виконавчого та транснаціонального виконавчого процесу / М. М. Мальський // Журнал «Приватне та публічне право». — Випуск 1. — 2018. — С. 29 — 34.
47. Мальський М. М. Визнання та приведення до виконання виконавчого напису іноземного нотаріуса в Україні як елемент міжнародного виконавчого процесу / М. М. Мальський // Науковий вісник Ужгородського національного університету. Серія «Право». — 2019 — № 55 — С. 123—127.
48. Мальський М. М. Роль суб'єктів виконавчого процесу на окремих стадіях виконавчого провадження / М. М. Мальський // Держава і право: Збірник наукових праць. Серія Юридичні науки. — 2019. — Випуск 83 — С. 195—211.